# リゾートライナー

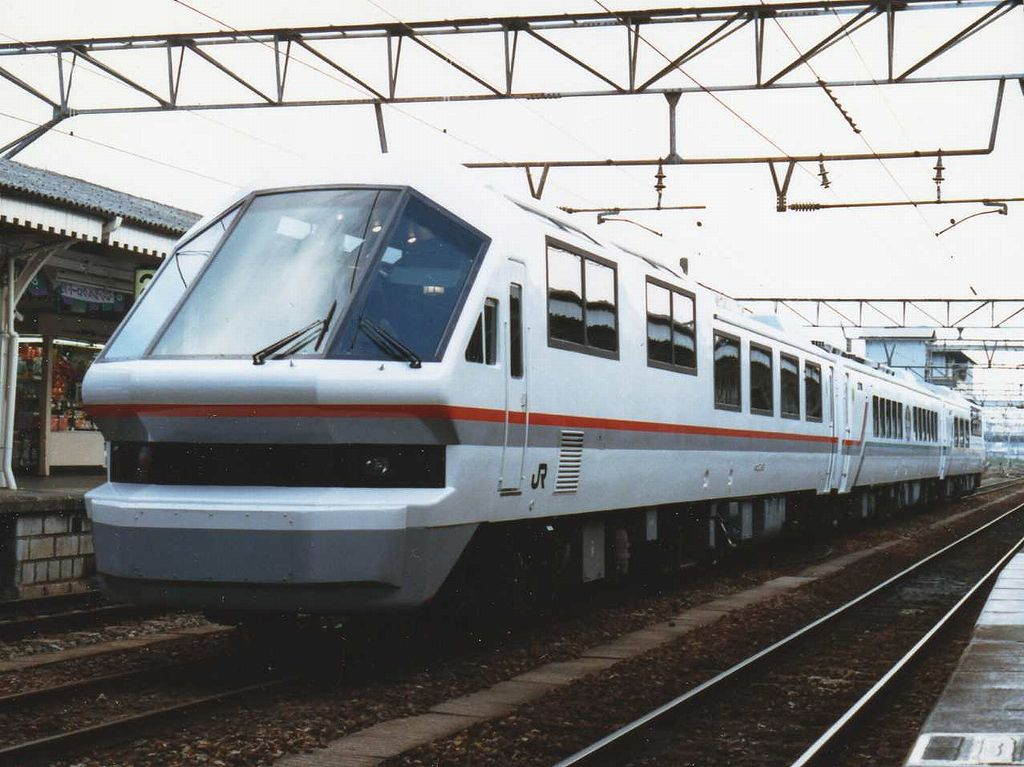
リゾートライナー（登場時のデザイン）

リゾートライナーは東海旅客鉄道（JR東海）が1988年（昭和63年）から1995年（平成7年）まで保有していた鉄道車両（気動車）で、ジョイフルトレインと呼ばれる車両の一種である。

## 概要
お座敷列車2編成およびユーロライナーに続くJR東海4本目のジョイフルトレインで、名古屋工場でキハ80系を改造して製作された。
「ユーロライナー」や他社の欧風車両に多いライトカジュアル的デザインではなく、「大人っぽさ」をキーワードとして本物志向を追求したデザインコンセプトで設計された。

## 編成
以下の3両編成で運行されていた。カッコ内は旧車両番号。全車グリーン車扱いである。
- 1号車 キロ82 801（キハ82 99） 定員24名
- 2号車 キロ80 701（キロ80 57） 定員44名
- 3号車 キロ80 801（キハ80 96） 定員44名

## 構造

### 車体
先頭車の車体の前位側約半分は天窓を付けたハイデッカーとして眺望を良くし、後位側約半分は従来の車体をベースにした構造である。車体前頭部は上側約半分の窓部分に48°の後退角をつけ、台枠直上で絞り込んだ鋭角的な形状である。前面のガラスとスカートの間のくぼんだ部分に前照灯・尾灯を装備している。運転室は直後の客室より低い位置に配置しており、ハイデッカー部分の客室からの前面展望が可能な構造となっている。前面下部はスカートで覆われているが、後年他形式の車両と併結できるように切り欠かれ連結器などが露出するようになった。
ハイデッカー部分の車体内部の客室床下にスキーロッカーを設置しており、車体側面の窓下に設けられているドアを開閉してスキーを出し入れすることができる。
車体塗装はシンプルな中に遊び心を表現したデザインで、スノーホワイト（白）地に窓下にコーラルレッド・エメラルドグリーン・琥珀色・灰色の帯を入れている。

### 車両別概説
3両とも客室構成が異なっており、1号車と3号車では車体の基本形状は同じであるが側面の窓配置は異なっている。

#### キロ82 801
1号車となる車両で、キハ82形を改造した先頭車である。
前半分のハイデッカー部分は定員外のラウンジとなっており、ラウンジ部分にはコの字形のソファーとテーブルを設置している。ラウンジ後部には冷蔵庫や電子レンジを備えたカウンターを設置している。
後半分には6人用の個室が4室設けられている。個室の座席は向かい合わせの固定式で、座面が前に出て背もたれが傾くリクライニングシートである。各部屋にモニタテレビを備え、各席にAV装置を設置している。トイレ・洗面所は設けられていない。
車体塗装は白地とし、窓下にコーラルレッドと灰色の帯を入れている。
台車・走行機器は変更されておらず、台車はDT31B（動力）/TR68A（付随）、エンジンはDMH17Hエンジン1台のままである。冷房電源はDMH17-G発電用エンジン・DM63発電機（編成全体に給電）のままであるが、屋根部をハイデッカー構造としたため冷房装置は従来のものを使わず、車体中央部に集中式のAU71Dが新設されている。

#### キロ80 701
2号車となる車両で、キロ80形を改造した中間車である。
客室はオープン構造となっており、中央にステージを置き、その前後に横4列のリクライニングシートを配置している。車体側面ではステージ部分の窓が埋められているが、窓構造は基本的に種車のままであるが、天地寸法が拡大されており、座席間隔も種車と同じ1160mmである。座席の肘掛けには大形テーブルを内蔵しているほか、中肘掛けにマルチチャンネルステレオを設置している。座席は窓側に向けて固定することが可能となっている。
客室前後端にはビデオプロジェクターを備えている。トイレは従来どおりの和式で、洗面所はトイレと客室の間に移設し、向かい側には業務用室を設置した。
ステージ部分にはカラオケ機器およびAV機器の制御装置を搭載し、ステージ映像を各車両のモニタに向けて放送することが可能である。
車体塗装は白地とし、窓下の帯は1号車寄りの車端部が1号車と同じくコーラルレッドと灰色、その他の部分がエメラルドグリーンと灰色である。
台車・エンジンは種車のままのDT31B、DMH17H×2基である。また当車両ではハイデッカー部分がないため冷房装置も分散式のAU12のままである。

#### キロ80 801
3号車となる車両で、キハ80形を改造した先頭車である。
前半分のハイデッカー部分は座席となっている。座席は横4列のリクライニングシートを5列配置しており、前位から1・2列目、3・4列目、5列目を3段の階段状に配置している。1列目と3列目のみ回転が可能で、2・4・5列目は運転室側に向けて固定されており、同じフロア上の座席同士のみ向かい合わせにすることができる。座席の背面には世界初の4インチブラウン管式テレビを装備している。
後半分は4人用のセミコンパートメント室を6室配置している。個室の座席は1号車と同様の向かい合わせの固定式リクライニングシートで、各部屋にモニタテレビを備え、各席にAV装置を設置している。各部屋は仕切りを設けているが、ドアはなく、完全には密閉されない。
連結面寄りのデッキと客室の間に便所・洗面所を備えている。便所・洗面所の向かい側には荷物置き場を設けている。
台車・エンジンは種車のままのDT31B、DMH17H×2基である。冷房装置については1号車と同じく車体中央部に集中式のAU71Dを新設している。

## 運用
1988年7月29日に落成し、一般公開を経て同年8月16日から営業運転を開始した。
一部の臨時列車ではキハ58系をはじめとする他形式の一般形気動車が普通車扱いで増結して運転される例が見られた。晩年にも走行用機関の不調から、同様に一般形気動車1 - 2両が締め切り扱いで増結されて運用されることが多かった。
1995年（平成7年）に廃車となっている。これによりJR東海から気動車のジョイフルトレインは消滅し、キロ82形は廃形式・キロ80形の700番台と800番台は廃区分番台となった。